# Guerschon Yabusele
Guerschon Yabusele, né le 17 décembre 1995 à Dreux, est un joueur international français de basket-ball évoluant au poste d'ailier fort.
Il remporte avec l'équipe de France la médaille d'argent aux Jeux olympiques de Tokyo en 2021 ainsi qu'aux Jeux olympiques de Paris en 2024.

## Biographie

### Carrière en club

#### Débuts à Roanne et Rouen (2010-2016)

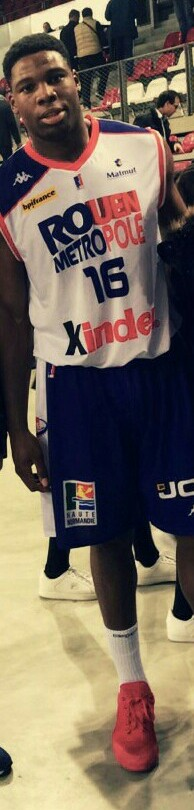
Guerschon Yabusele, en octobre 2015, sous le maillot du Rouen Métropole Basket.

Il est né et a grandi en Eure-et-Loir à Dreux, précisément dans le quartier Dunant-Kennedy. Il commence le basket-ball en poussin et benjamin à l'Alliance de Dreux Basket, puis de 2008 à 2010, à l'Amicale de Lucé Basket en minimes France. Pendant ces 2 ans, il se forme également au pôle espoirs de Tours. En 2010, à l'âge de 14 ans, il rejoint le centre de formation de la Chorale de Roanne où il évolue en cadets France ainsi qu'en espoirs Pro A.
Le 29 octobre 2013, âgé de 17 ans, il fait ses premiers pas (6 minutes de jeu) en Pro A lors d'une défaite des Roannais contre l'Olympique d'Antibes (68-73).
Le 31 juillet 2014, il signe son premier contrat professionnel avec la Chorale de Roanne pour une durée de 3 ans.
Après une première saison compliquée et la relégation en Pro B de la Chorale de Roanne, Guerschon Yabusele se révèle lors de la saison 2014-2015 où il tourne à près de 9 points de moyenne en 23 minutes de jeu. Il est également appelé en équipe de France pour participer à l'EuroBasket U20 en 2014.
Le 4 juillet 2015, il signe un contrat de 3 ans en faveur de Rouen. Ainsi, il évolue régulièrement dans le meilleur championnat français sous les ordres de Rémy Valin. Il réalise une belle saison et s'impose comme titulaire dans la raquette bien que le club haut-normand soit en difficulté.

#### Drafté par les Celtics et expérience en Chine (2016-2017)
Le 23 juin 2016, il est drafté par les Celtics de Boston en 16e position. Il participe ensuite à la Summer League avec Boston alignant des statistiques honorables (8,2 points, 6 rebonds, 1,5 passe, 1,1 interception et 0,9 contre en 25,1 minutes, le tout en huit matches). En accord avec Boston, il part ensuite en Chine, et plus précisément à Shanghai où il signe un contrat d'une saison avec les Sharks pour la saison 2016-2017. Un secteur intérieur bien fourni du côté des Celtics et une opportunité financière plus qu'intéressante sont les deux principales raisons de ce transfert. Yabusele rejoindrait les Sharks sous forme de prêt.
Après avoir été en tête du classement une bonne partie de la saison, les Shanghai Sharks finissent 3e de la saison régulière et les coéquipiers de Guerschon Yabusele se font éliminer au premier tour des playoffs, en quarts de finale. Le Français finit la saison régulière avec des moyennes de 20,86 points et 9,4 rebonds en 30,3 minutes. De plus, il finit l'exercice chinois à 52,7 % d'adresse à 2 points, 36,4 % à 3 points et 68,6 % aux lancers francs.

#### Retour aux États-Unis aux Celtics et en G-League (2017-2019)
Comme convenu, Yabusele regagne les États-Unis au milieu du mois de mars 2017, à l'issue de la saison chinoise.
Le 29 mars 2017, il s'engage avec les Red Claws du Maine, équipe affiliée aux Celtics de Boston. Ainsi, avec les Red Claws, il joue 2 matches de saison régulière mais aussi 5 matches de playoff, s'inclinant en finale de conférence contre les Raptors 905 (défaite 0-2 dans la série). Le 20 juillet 2017, les Celtics l'ajoutent à leur effectif. Cependant, son rôle dans l'équipe reste marginal avec moins de 7 minutes de temps de jeu de moyenne avec Boston. C'est à Boston que l'entraîneur adjoint Micah Shrewsberry (en) lui attribue son surnom de Dancing Bear (“Ours dansant”), qui fait référence à son gabarit et à l'agilité de son jeu de jambes,.
Le 10 juillet 2019, il est libéré de son contrat par les Celtics de Boston.

#### Retour en Chine (2019-2020)
Le 16 août 2019, il signe un contrat d'une saison avec le club chinois des Nanjing Monkey Kings.

#### Expérience à l'ASVEL (février 2020-2021)
En février 2020, à la suite de l'arrêt du championnat chinois à cause de l'épidémie de Covid-19, Guerschon Yabusele revient en France en signant à l'ASVEL Lyon-Villeurbanne jusqu'à la fin de la saison 2019-2020. En juin 2020, Yabusele reste à l'ASVEL en signant un contrat d'une saison avec le club.

#### Real Madrid (2021-2024)
Le 12 juillet 2021, il signe un contrat d'un an avec le Real Madrid. En janvier 2022, devenu titulaire « indiscutable » du club, il obtient une extension de son contrat jusqu'en juin 2025.
En novembre 2023, alors que le Real Madrid est invaincu en début de saison de championnat d'Espagne et d'Euroligue, il est victime d’une rupture partielle du ligament latéral interne au genou gauche lors d'un match européen contre l'AS Monaco, ce qui le contraint à plusieurs semaines de convalescence,.

#### 76ers de Philadelphie (2024-2025)
Auteur de bons Jeux olympiques à Paris à l'été 2024 avec l'équipe de France, Yabusele souhaite faire son retour en NBA. Le 18 août 2024, il revient en NBA et signe un contrat d'un an avec les 76ers de Philadelphie, contre 2,1 millions de dollars. La franchise américaine ne peut s'acquitter que de 850 000 $ de la clause de sortie fixée à 2,5 millions de dollars par le Real Madrid, le joueur devant payer le reste.
La saison des 76ers est très décevante et l'équipe finit à la 13e place de la conférence Est.

#### Knicks de New York (depuis 2025)
En juillet 2025, Yabusele, agent libre, rejoint les Knicks de New York pour 2 saisons et 12 millions de dollars.

### Carrière en sélection
Il est sélectionné pour le Championnat d'Europe U18 masculin en 2013 et pour le Championnat d'Europe U20 masculin en 2014.
Sélectionné comme remplaçant officiel pour la Coupe du monde 2019, il fait finalement partie, le 17 janvier 2020, de la liste des 12 joueurs sélectionnés en équipe de France pour les deux premiers matchs de qualification pour l'Eurobasket 2021. Il honore sa première sélection lors de la défaite des Bleus face à l'Allemagne (83-69) le 21 février. En un peu plus de 19 minutes de jeu, il marque 13 points et capte 4 rebonds. Lors de sa deuxième sélection face au Monténégro, il finit la rencontre avec la meilleure évaluation tricolore (20) en inscrivant 15 points et captant 4 rebonds en 18 minutes de temps de jeu.
Titulaire avec les Bleus pendant les Jeux olympiques de Tokyo en 2021, il remporte la médaille d'argent terminant avec des moyennes de 6,3 points, 3,7 rebonds et 5,7 d'évaluation en 16,8 minutes de jeu, avec un apport défensif remarqué pendant le tournoi, notamment lors des deux affrontements avec les États-Unis, en poule et en finale face à Kevin Durant.
Il joue de nouveau un rôle clé lors des Jeux olympiques de Paris en 2024. Bien que non titulaire lors de la phase de groupe à Lille, il est aligné lors du quart de finale à Paris-Bercy contre le Canada et mène l'équipe à la victoire avec 22 points et 5 rebonds. Il marque ensuite 17 points, avec 7 rebonds, lors de la victoire en demi-finale contre l'équipe d'Allemagne,. Lors de la finale perdue (87-98) contre les États-Unis, il marque 20 points et 2 rebonds et est notamment l'auteur d’un dunk sur LeBron James, qui lui permet de se faire remarquer par le monde entier. Finalement, avec 12,8 points et 3,6 rebonds de moyenne, Yabusele récolte une nomination dans le deuxième meilleur cinq du tournoi, aux côtés de Shai Gilgeous-Alexander, Bogdan Bogdanović, Franz Wagner et Giánnis Antetokoúnmpo.
Il est capitaine de l'équipe de France lors de l'Eurobasket 2025.

## Records sur une rencontre en NBA
Les records personnels de Guerschon Yabusele en NBA sont les suivants, :
| Type de statistique        | Saison régulière | Saison régulière        | Saison régulière | Playoffs | Playoffs   | Playoffs |
| Type de statistique        | Record           | Adversaire              | Date             | Record   | Adversaire | Date     |
| -------------------------- | ---------------- | ----------------------- | ---------------- | -------- | ---------- | -------- |
| Points                     | 28               | Nuggets de Denver       | 31 janvier 2025  | -        | -          |          |
| Paniers marqués            | 12               | Nuggets de Denver       | 31 janvier 2025  | -        | -          |          |
| Paniers tentés             | 17               | Nuggets de Denver       | 31 janvier 2025  | -        | -          |          |
| Paniers à 3 points réussis | 5                | 3 fois                  | 3 fois           | -        | -          |          |
| Paniers à 3 points tentés  | 11               | @ Suns de Phoenix       | 4 novembre 2024  | -        | -          |          |
| Lancers francs réussis     | 5                | Magic d'Orlando         | 6 décembre 2024  | -        | -          |          |
| Lancers francs tentés      | 9                | 2 fois                  | 2 fois           | -        | -          |          |
| Rebonds offensifs          | 5                | 2 fois                  | 2 fois           | -        | -          |          |
| Rebonds défensifs          | 13               | Pacers de l'Indiana     | 14 mars 2025     | -        | -          |          |
| Rebonds totaux             | 15               | Pacers de l'Indiana     | 14 mars 2025     | -        | -          |          |
| Passes décisives           | 6                | 2 fois                  | 2 fois           | -        | -          |          |
| Interceptions              | 3                | 3 fois                  | 3 fois           | -        | -          | -        |
| Contres                    | 2                | 4 fois                  | 4 fois           | -        | -          | -        |
| Balles perdues             | 3                | @ Wizards de Washington | 30 octobre 2024  | -        | -          | -        |
| Minutes jouées             | 43               | Rockets de Houston      | 27 novembre 2024 | -        | -          | -        |

- Double-double : 3
- Triple-double : 0

Dernière mise à jour : 24 janvier 2025

## Palmarès et distinctions

### Club
- Vainqueur de la Coupe de France 2020-2021 avec ASVEL Lyon-Villeurbanne
- Champion de France 2020-2021 avec l'ASVEL Lyon-Villeurbanne
- Champion d'Espagne en 2022 et 2024 avec le Real Madrid
- Vainqueur de la Supercoupe d'Espagne en 2021, 2022 et 2023 avec le Real Madrid
- Vainqueur de l'Euroligue en 2023 avec le Real Madrid
- Vainqueur de la coupe du Roi en 2024 avec le Real Madrid
- Finaliste de l'Euroligue 2024 avec le Real Madrid

### Équipe de France
- Médaille d’argent au Championnat d'Europe 2022 en Allemagne.
- Médaille d’argent aux Jeux olympiques en 2021.
- Médaille d’argent aux Jeux olympiques en 2024.

### Distinctions individuelles
- Meilleur ailier fort du championnat Espoirs Pro A en 2013-2014.
- All-Star CBA en 2017.
- MVP du mois de janvier 2022 en Euroligue[40].

- Chevalier de l'ordre national du Mérite (décret du 8 septembre 2021)[41]
- Élu dans la FIBA All-Second Team des Jeux olympiques de Paris en 2024